# Regierung Morrison II
Die Regierung Morrison II war zwischen dem 29. Mai 2019 bis zum Mai 2022 die Regierung Australiens. Es handelte sich um eine Koalitionsregierung der Liberal Party (LIB) und der National Party (NPA). Sie wurde nach der Parlamentswahl 2022 von der Regierung Albanese I abgelöst. 

## Hintergrund
Nachdem Premierminister Turnbull am 24. August 2018 bei der Kampfabstimmung um den Parteivorsitz der Liberalen gegen Schatzminister Scott Morrison unterlag, übernahm Morrison auch das Amt des Premierministers. Die Regierung konnte ihre Mehrheit bei der Parlamentswahl am 18. Mai 2019 verteidigen. Premierminister Morrison bildete am 29. Mai 2019 eine neue Regierung.

## Ministerliste
| Kabinett | Kabinett          | Kabinett | Kabinett                       | Kabinett |
| Amt | Minister          | Partei   | Amtszeit                       | Bild     |
| --- | ----------------- | -------- | ------------------------------ | -------- |
| Premierminister Minister für den öffentlichen Dienst                                                                            | Scott Morrison    | LIB      | seit 29. Mai 2019              |          |
| Minister für Ureinwohner | Ken Wyatt         | LIB      | seit 29. Mai 2019              |          |
| stellvertretender Premierminister Minister für Infrastruktur und Verkehr und Regionale Entwicklung                              | Michael McCormack | NPA      | seit 29. Mai 2019              |          |
| Minister für Wasserressourcen, Trockenheit, ländliche Finanzen, Naturkatastrophen und Notfallmanagement                         | David Littleproud | LNP      | 29. Mai 2019 – 6. Februar 2020 |          |
| Minister für Landwirtschaft, Trockenheit und Notfallmanagement                                                                  | David Littleproud | LNP      | seit 6. Februar 2020           |          |
| Minister für Bevölkerung, Städte und städtische Infrastruktur                                                                   | Alan Tudge        | LIB      | seit 29. Mai 2019              |          |
| Schatzminister | Josh Frydenberg   | LIB      | seit 29. Mai 2019              |          |
| Finanzminister Vizepräsident des Executive Council                                                                              | Mathias Cormann   | LIB      | seit 29. Mai 2019              |          |
| Landwirtschaftsministerin | Bridget McKenzie  | NPA      | 29. Mai 2019 – 2. Februar 2020 |          |
| Außenministerin Frauenministerin                                                                                                | Marise Payne      | LIB      | seit 29. Mai 2019              |          |
| Minister für Handel, Tourismus und Investitionen                                                                                | Simon Birmingham  | LIB      | seit 29. Mai 2019              |          |
| Generalstaatsanwalt Minister für industrielle Beziehungen                                                                       | Christian Porter  | LIB      | seit 29. Mai 2019              |          |
| Gesundheitsminister Assistant Minister bei Premierminister für den öffentlichen Dienst und das Kabinett                         | Greg Hunt         | LIB      | seit 29. Mai 2019              |          |
| Innenminister | Peter Dutton      | LIB      | seit 29. Mai 2019              |          |
| Minister für kommunikation, Cybersicherheit und Kultur                                                                          | Paul Fletcher     | LIB      | seit 29. Mai 2019              |          |
| Bildungsminister | Dan Tehan         | LIB      | seit 29. Mai 2019              |          |
| Ministerin für Arbeit, Qualifikationen, Klein- und Familienunternehmen                                                          | Michaelia Cash    | LIB      | seit 29. Mai 2019              |          |
| Ministerin für Industrie, Wissenschaft und Technologie                                                                          | Karen Andrews     | LNP      | seit 29. Mai 2019              |          |
| Minister für Rohstoffe und Nordaustralien                                                                                       | Matthew Canavan   | LNP      | 29. Mai 2019 – 3. Februar 2020 |          |
| Minister für Rohstoffe, Wasser und Nordaustralien                                                                               | Keith Pitt        | LNP      | seit 6. Februar 2020           |          |
| Minister für Energie und die Reduktion der Emissionen                                                                           | Angus Taylor      | LIB      | seit 29. Mai 2019              |          |
| Umweltministerin | Sussan Ley        | LIB      | seit 29. Mai 2019              |          |
| Verteidigungsministerin | Linda Reynolds    | LIB      | seit 29. Mai 2019              |          |
| Minister für Veteranen und Verteidigungspersonal                                                                                | Darren Chester    | NPA      | seit 6. Februar 2020           |          |
| Ministerin für Familien und Soziales                                                                                            | Anne Ruston       | LIB      | seit 29. Mai 2019              |          |
| Minister für die Nationale Berufsunfähigkeitsversicherung                                                                       | Stuart Robert     | LIB      | seit 29. Mai 2019              |          |
| |                   |          |                                |          |
| Juniorminister |                   |          |                                |          |
| Minister für regionale Dienstleistungen, Dezentralisierung und lokale Regierung Assistant Minister für Handel und Investitionen | Mark Coulton      | NPA      | 29. Mai 2019 – 6. Februar 2020 |          |
| Minister für regionale Gesundheit, regionale Kommunikation und lokale Regierung                                                 | Mark Coulton      | NPA      | seit 6. Februar 2020           |          |
| stellvertretender Schatzminister Minister für Wohnungen                                                                         | Michael Sukkar    | LIB      | seit 29. Mai 2019              |          |
| Minister für regionale Bildung und Dezentralisierung Assistant Minister für Handel und Investitionen                            | Andrew Gee        | NPA      | seit 6. Februar 2020           |          |
| Minister für internationale Entwicklung und den Pazifik Assistant Minister für Verteidigung                                     | Alex Hawke        | LIB      | seit 29. Mai 2019              |          |
| Minister für Altenbetreuung Minister für Jugend und Sport                                                                       | Richard Colbeck   | LIB      | seit 29. Mai 2019              |          |
| Minister für Einwanderung, Staatsbürgerschaft; Migrantenservices und multikulturelle Angelegenheiten                            | David Coleman     | LIB      | seit 29. Mai 2019              |          |
| Minister für Veteranen und Verteidigungspersonal                                                                                | Darren Chester    | NPA      | 29. Mai 2019 – 6. Februar 2020 |          |
| Ministerin für die Rüstungsindustrie                                                                                            | Melissa Price     | LIB      | seit 29. Mai 2019              |          |
| |                   |          |                                |          |
| Assistant Minister und parlamentarische Staatssekretäre                                                                         |                   |          |                                |          |
| Assistant Minister beim Premierminister                                                                                         | Ben Morton        | LIB      | seit 29. Mai 2019              |          |
| Assistant Minister für Verkehrssicherheit und Gütertransport                                                                    | Scott Buchholz    | LIB      | seit 29. Mai 2019              |          |
| Assistant Minister beim stellvertretenden Premierminister                                                                       | Andrew Gee        | NPA      | 29. Mai 2019 – 6. Februar 2020 |          |
| Assistant Minister beim stellvertretenden Premierminister                                                                       | Kevin Hogan       | NPA      | seit 6. Februar 2020           |          |
| Assistant Minister für regionale Entwicklung und Territorien                                                                    | Nola Marino       | LIB      | seit 29. Mai 2019              |          |
| Assistant Minister für Pensionen, Finanzdienstleistungen und Finanztechnologie                                                  | Jane Hume         | LIB      | seit 29. Mai 2019              |          |
| Assistant Minister für Finanzen, Stiftungen und Wahlangelegenheiten                                                             | Zed Seselja       | LIB      | seit 29. Mai 2019              |          |
| Assistant Minister für Forsten und Fischerei Assistant Minister für regionalen Tourismus                                        | Jonathon Duniam   | LIB      | seit 29. Mai 2019              |          |
| Assistant Minister für Zölle, gemeinschaftliche Sicherheitsvorschriften und multikulturelle Angelegenheiten                     | Jason Wood        | LIB      | seit 29. Mai 2019              |          |
| Assistant Minister für Berufsbildung, Ausbildung und Lehrstellen                                                                | Steve Irons       | LIB      | seit 29. Mai 2019              |          |
| Assistant Minister für Abfallverminderung und Umweltmanagement                                                                  | Trevor Evans      | LNP      | seit 29. Mai 2019              |          |
| Assistant Minister für Kinder und Familien Assistant Minister für Nordaustralien                                                | Michelle Landry   | NPA      | seit 29. Mai 2019              |          |
| Assistant Minister für Wohnungsbau, Obdachlosigkeit und kommunale Dienstleistungen                                              | Luke Howarth      | LNP      | seit 29. Mai 2019              |          |

### Regierungsumbildung
Am 2. Februar 2020 erklärte Landwirtschaftsministerin Bridget McKenzie ihren Rücktritt, nachdem eine  Untersuchungskommission festgestellt hatte, dass McKenzie bei der Förderung von Sportvereinen gegen ministerielle Standards verstoßen hatte. Am folgenden Tag trat der Minister für Rohstoffe und Nordaustralien,	Matt Canavan, zurück um Barnaby Joyce, bei dessen – gescheiterter – Kandidatur für den Parteivorsitz der National Party zu unterstützen.
In Folge wurde die Regierung am 6. Februar umgebildet.